# Hermann Springer (Fussballspieler)
Hermann Springer, Rufname „Mandi“ (* 4. Dezember 1908; † November 1978), war ein Schweizer Fussballspieler, der als Aktiver von Grasshopper Club Zürich viermal die Schweizer Meisterschaft und siebenmal den Schweizer Cup gewonnen hat.

## Laufbahn

### Vereine, 1922 bis 1946
In der Schülermannschaft des FC Blue Stars Zürich begann im Jahre 1922 die fussballerische Laufbahn von Hermann Springer. Bei Blue Stars vollzog er auch den Übergang von der Jugend- in die Seniorenabteilung. Fussballerisch dominierten die „Hoppers“ vor dem FC in Zürich, Young Fellows und Blue Stars folgten mit Abstand auf den Plätzen. Obwohl Blue Stars nie ernsthaft um die Schweizer Meisterschaft mitspielen konnte, entwickelte sich das junge Talent zu einem beachtlichen Könner. In der Runde 1929/30, Springer war 20 Jahre alt, debütierte er am 6. Oktober 1929 in Prag in der Schweizer Fussballnationalmannschaft. Bei der 0:5-Niederlage gegen die Tschechoslowakei wurde er im Angriff der „Nati“ eingesetzt. Einmal zog er mit seinem Heimatverein, 1930/31, über einen zweiten Rang in der Ostgruppe, in die Finalrunde ein und belegte dort hinter GCZ, Urania Genf und FC La Chaux-de-Fonds den vierten Platz. Nach der Runde 1932/33 – er hatte für Blue Stars fünf Länderspiele absolviert – schloss er sich zur ersten eingleisigen Ganzjahresmeisterschaft 1933/34 den BSC Young Boys an und belegte mit dem Schwarz-Gelben vom Wankdorfstadion mit 30 Punkten den neunten Rang. Urania Genf, der FC Zürich und sein Ex-Verein, Blue Stars, traf der Abstieg. Zur Runde 1934/35 kehrte „Mandi“ Springer aber wieder in seine Heimatstadt Zürich zurück, er schloss sich GC, den Blau-Weissen vom Hardturmstadion, an.
Als Trainer Karl Rappan ab der Runde 1935/36 die sportliche Leitung bei den „Hoppers“ übernahm, erlebte der jetzt zumeist als rechter Seitenläufer agierende Springer seine grössten sportlichen Erfolge. Er gewann 1937, 1939, 1942 und 1943 die Schweizer Meisterschaft und zusätzlich in den Jahren 1937, 1938, 1940 bis 1943 und 1946 den Schweizer Cup. Am 2. Mai 1937 feierte er nach sechsjähriger Pause auch wieder sein Comeback in der Nationalmannschaft. In den Runden 1936/37, 1941/42 und 1942/43 gehörte „Mandi“ Springer den Double-Teams von GC an. Die Erfolge gelangen ihm an der Seite der Mitspieler Willy Huber, Severino Minelli, Sirio Vernati, Lauro Amadò, Hans-Peter Friedländer und Alfred Bickel. Als reaktivierter Senior mit 37 Jahren erlebte er im Cup-Final am 22. April 1946 gegen Lausanne-Sports durch einen 3:0-Erfolg seinen letzten Titelgewinn. Trainer Rappan hatte ihn extra für den Zweikampf gegen den linken Flügelstürmer von Lausanne, Georges Aeby, zum Leistungssport zurückgeholt. 19 Tage später, am 11. Mai, absolvierte der Senior sogar noch sein 37. und letztes Länderspiel in der Nationalmannschaft, ehe er endgültig im Sommer 1946 seine aktive Spielerlaufbahn beendete.

### Nationalmannschaft, 1929 bis 1946
Seine ersten fünf Einsätze in der Fussballnationalmannschaft der Schweiz hatte „Mandi Springer“ 1929 bis 1931 als Spieler von Blue Stars Zürich bestritten. Es dauerte bis zu der knappen 0:1-Niederlage am 2. Mai 1937 in Zürich gegen Deutschland, als er erstmals als GC-Spieler wieder für die „Nati“ zum Einsatz kam. Als vier Monate später, am 19. September 1937, Karl Rappan, sein Vereinstrainer bei den „Hoppers“, auch die Nationalmannschaft übernahm, gehörte Springer zu dem „Block“ von sieben GC-Akteuren – Huber, Minelli, Weiler, Springer, Vernati, Bickel, Rupf – mit denen der Österreicher sein Defensivkonzept mit dem „Riegel“ in der Nationalmannschaft einführte. Die Auftritte gegen Italien – 2:2 am 31. Oktober 1937 –, Deutschland – 1:1 am 6. Februar 1938 – und der überzeugende 4:0-Erfolg am 3. April 1938 in Basel gegen die Tschechoslowakei sprachen eindeutig für die personelle Festlegung und die Richtigkeit der taktischen Massnahme des Trainers. Mit einem 2:1-Erfolg in Mailand gegen Portugal qualifizierten sich die Eidgenossen für die Fussball-Weltmeisterschaft 1938 in Frankreich. Im unmittelbar vor Turnierbeginn ausgetragenen Länderspiel am 21. Mai im heimischen Stadion Hardturm, setzte die „Nati“ gegen England mit einem 2:1-Erfolg ein Ausrufezeichen. In Paris trotzten Springer und seine Mannschaftskollegen am 4. Juni im Spiel gegen Deutschland der Mannschaft von Reichstrainer Sepp Herberger ein 1:1-Remis nach Verlängerung ab. Das Wiederholungsspiel am 9. Juni entschied André Abegglen mit seinen zwei Treffern zum 4:2-Endstand. Die Kombination GC/Servette verstärkt mit Lauro Amado vom FC Lugano hatte damit einen Turnierfavoriten ausgeschaltet. Ohne Georges Aeby und Severino Minelli verlor die Schweiz in der nächsten Runde das Spiel in Lille mit 0:2 Toren gegen Ungarn.  Es war das 19. Länderspiel von „Mandi“ Springer. Nach dem WM-Turnier gehörte er auch den Mannschaften an, die im April 1939 gegen Ungarn mit 3:1, im November 1939 gegen Italien ebenfalls mit 3:1 und am 1. Februar 1942 in Wien gegen Deutschland mit 2:1 Toren gewinnen konnten. Mit seinem 37. Länderspiel am 11. Mai 1946 in London gegen England beendete der 37-Jährige seine Laufbahn.
Springer, von Beruf Kaufmann, leitete später jahrelang als Direktor die Geschicke eines grossen Unternehmens.